# Мартинес, Адриан
Адриан Мартинес Флорес (исп. Adrián Martínez Flores; 1 января 1970, Мехико, Мексика) — мексиканский футболист, вратарь, известный по выступлениям за «Сантос Лагуна», «Сан-Луис» и сборной Мексики.

## Клубная карьера
Мартинес начала карьеру в клубе «Леон». В сезоне 1991/1992 он дебютировал за команду в мексиканской Примере, в том же сезоне команда выиграл чемпионат, но он не был запасным и не принимал участия в матчах. 11 октября в матче против «Некаксы» он впервые появился на поле. В 1993 году он помог клубу занять второе место в Кубке чемпионов КОНКАКАФ. Летом 1998 года Мартинес перешёл в «Сантос Лагуна», с которым он выиграл чемпионат в 2002 году. После пяти успешных лет в «Сантосе», он перешёл в «Некаксу», из которой уже через год вернулся в Торреон.
В 2005 году Адриан перешёл в «Сан-Луис» и помог команде не вылететь в Лигу Ассенсо. В 2006 году он занял с клубом второе место. Летом 2010 года в статусе свободного агента он подписал контракт с «Ирапуато», где и завершил карьеру по окончании сезона в возрасте 41 года.

## Карьера в сборной
25 октября 2000 года в товарищеском матче против сборной США Мартинес дебютировал за сборную Мексики. В 2001 году Адриан принял участие в Кубке Америки. На турнире он был запасным голкипером и сыграл только в поединке против сборной Парагвая. В 2002 году Мартинес выступал за национальную команду на Золотом кубке КОНКАКАФ. Он принял участие в двух матчах группового этапа против Сальвадора и Южной Кореи.

## Достижения
Командные
 «Леон»
- Чемпионат Мексики по футболу — 1991/1992

Международные
 Мексика
- Кубок Америки по футболу — 2001